# Mordella decemguttata
Mordella decemguttata es una especie de coleóptero de la familia Mordellidae.

## Distribución geográfica
Habita en Nueva Guinea Alemana.